# HMS Tavy (K272)
«Тейві» (англ. HMS Tavy (K272) — військовий корабель, фрегат типу «Рівер» Королівського військово-морського флоту Великої Британії за часів Другої світової війни та в післявоєнний час.
Фрегат «Тейві» був закладений 17 жовтня 1942 року на верфі компанії Charles Hill & Sons у Бристолі. 3 квітня 1943 року він був спущений на воду, а 3 липня 1943 року відразу увійшов до складу Королівських ВМС Великої Британії.
Корабель брав участь у бойових діях на морі в Другій світовій війні, бився у Північній Атлантиці, супроводжував атлантичні конвої. В ході війни служив у ескортних групах супроводження транспортних конвоїв та був одним з протичовнових кораблів, на рахунку якого знищення німецького підводного човна U-390.

## Історія служби
У грудні 1943 року «Тейві» супроводжував транспортний конвой MKS 32(G) разом з озброєним допоміжним крейсером «Ранпура», шлюпами «Рочестер», «Скарборо» і корветами «Бальзам», «Гераніум» і «Мінонетт».
У лютому 1944 року корабель був включений до складу ескорту, що супроводжував конвой OS 67/KMS 41. Транспорти охороняли ескортний авіаносець Pursuer, шлюпи «Рочестер», «Лондондеррі», «Скарборо», фрегати «Тейві», «Тис», корвети «Гераніум», «Мінонетт» і протичовнові траулери Cape Argona і Stafnes.
5 липня фрегат «Тейві», діючи разом з есмінцем «Вондерер», затопив у Ла-Манші глибинними бомбами німецьку субмарину U-390. Лише один член німецького екіпажу був врятований.
Наприкінці листопада 1944 року фрегат «Тейві» входив до ескортних сил конвою JW 62, що прямував з Лох Ю до північних портів Радянського Союзу. Ближній ескорт разом з ним утворювали шлюпи «Сігнет», «Лепвінг», «Ларк», фрегати «Монноу», «Нін», «Порт-Колборн», «Сент-Джон», «Штормон», «Багамас», «Сомаліленд», «Тортола» і корвети «Еглантін», «Елінгтон Касл», «Бамбург Касл» і «Тюнсберг Касл».